# فیرو
فیرو که در گذشته با نام زد کوین شناخته می‌شد، یک ارز رمزنگاری شده‌است که هدف آن استفاده از رمزنگاری برای ایجاد حریم خصوصی بهتر برای کاربران خود در مقایسه با سایر ارزهای رمزپایه مانند بیت کوین است.

## تاریخ

### زد کوین
در اواخر سال ۲۰۱۴، پورامین اینسام، دانشجوی کارشناسی ارشد انفورماتیک امنیت از دانشگاه جان هاپکینز مقاله ای را در مورد اجرای پروتکل زرو کوین در یک ارز رمزنگاری شده با متیو گرین به عنوان عضو هیئت علمی نوشت. پروژه ایجاد ارز رمزپایه مستقل با اجرای پروتکل زروکوین مونتا نامگذاری شد.
در ۲۸ سپتامبر ۲۰۱۶، زدکوین، اولین ارز رمزنگاری شده برای اجرای پروتکل زروکین، توسط پورامین اینسام و تیم آن راه اندازی شد. راجر ور و تیم لی سرمایه گذاران اولیه زدکوین بودند. پورامین همچنین مبادله ای به نام استانج ایجاد کرد که می‌تواند بات تایلند را مستقیماً به زدکوین تبدیل کند.
در ۲۰ فوریه ۲۰۱۷، یک حمله رمزگذاری مخرب به پروتکل زروکوین ۳۷۰٬۰۰۰ رمز جعلی ایجاد کرد که عاملان آن را به بیش از ۴۰۰ بیت کوین (۴۴۰٬۰۰۰ دلار) فروختند. تیم زدکوین اعلام کرد که یک خطای یک علامت در یک قطعه کد به یک مهاجم اجازه می‌دهد تا معاملات زروکوین را بدون استفاده از ضرابخانه مربوطه ایجاد کند. بر خلاف آتریوم در طول رویداد دی او ای، توسعه دهندگان تصمیم گرفته‌اند که هیچ سکه ای را از بین نبرند یا سعی نکنند آنچه را که برای آنهایی که به تازگی تولید شده‌اند، معکوس کنند.
در آوریل ۲۰۱۸، یک نقص رمزنگاری در پروتکل زروکوین یافت شد که به مهاجمازدکوین ضمن تأیید نقص، دشواری زیاد در انجام چنین حملاتی و احتمال کم دادن سود اقتصادی به مهاجم را اعلام کرد.
در سپتامبر ۲۰۱۸، زدکوین پروتکل داندلیون را معرفی کرد که آدرس آی پی مبدأ فرستنده را بدون استفاده از روتر پیاز (Tor) یا شبکه خصوصی مجازی (وی پی ان) پنهان می‌کند.
در نوامبر ۲۰۱۸، زدکوین اولین انتخابات حزب در مقیاس گسترده حزب دموکرات تایلند را با استفاده از بلاک چین به جای اعتماد به کمیسیون انتخابات برای شمارش آرا انجام داد.
در دسامبر ۲۰۱۸، زدکوین الگوریتم استخراج Merkle tree proof را به کار برد که با داشتن حافظه بیشتر برای استخراج کنندگان، از مدار مجتمع برنامه خاص (ASIC) در استخراج سکه جلوگیری می‌کند. این به کاربران عادی اجازه می‌دهد تا از واحد پردازش مرکزی (سی پی یو) و کارت گرافیک برای استخراج استفاده کنند تا برابری طلبی در استخراج سکه امکان‌پذیر شود. در همان ماه، زدکوین مقاله علمی منتشر کرد که پروتکل للانتوس را پیشنهاد می‌کند و نیاز به تنظیم مطمئن را برطرف می‌کند و مبدأ و مقدار سکه را در یک معامله پنهان می‌کند.
در فوریه ۲۰۱۹، زدکوین به کیف پول پشتیبانی شده توسط صرافی ارز رمزنگاری بینانس اضافه شد. در همان ماه، زدکوین با بنیاد خیریه بینانس برای جمع‌آوری کمک‌های مالی برای برنامه ناهار برای کودکان در آفریقا همکاری کرد. این مؤسسه خیریه از بلاک چین برای ردیابی و تأیید پیشرفت وجوه اهدا کننده به گیرنده استفاده کرد.
در ۳۰ ژوئیه ۲۰۱۹، زدکوین با تصویب پروتکل جدیدی به نام سیگما که مانع از تورم سکه‌های حریم خصوصی جعلی می‌شود، رسماً از پروتکل زروکوین جدا شد. این با حذف ویژگی به نام تنظیم مطمئن از پروتکل زروکوین به دست می‌آید. در آگوست ۲۰۱۹، زدکوین به صرافی رمزنگاری آفریقایی به نام اووکس اضافه شد. در دسامبر ۲۰۱۹، زدکوین سیستم تأمین سرمایه جمعی و تصمیم‌گیری غیر متمرکز را برای تأمین اعتبار کارهای جانبی پروژه معرفی کرد.
در ژانویه سال ۲۰۲۰، زدکوین حریم خصوصی آدرس گیرنده (RAP) را اجرا می‌کند تا کاربران بتوانند یک آدرس دائمی واحد را در اختیار مردم قرار دهند تا پول دریافت کنند بدون اینکه افراد خارجی از تاریخچه معاملات در این آدرس مطلع شوند. در ماه مه سال ۲۰۲۰، زدکوین اعلام کرد که تمام پاداش‌های بنیانگذار متوقف می‌شود، در عین حال بودجه توسعه را به ۱۵٪ از پاداش بلوک افزایش می‌دهد و ۳۵٪ از پاداش بلوک را به masternodes اختصاص می‌دهد. علاوه بر این، یک صندوق ذخیره ۱۰۰۰۰۰ دلار زدکوین اولین نصف پاداش‌های بلوکی را به پایان رساند.

### فیرو
در اکتبر سال ۲۰۲۰، زد کوین نام تجاری جدید خود را به نام فیرو اعلام کرد که نشانگر روشی منحصر به فرد برای سوزاندن (از بین بردن) و بازخرید سکه است.